# A dolorosa razão duma atitude
A dolorosa razão duma atitude : para a história da Sociedade Portuguesa de Escritores e do seu fim  da autoria de Joaquim Paço d'Arcos, foi publicado em Lisboa, no ano de 1965, com um total de 21 páginas. Pertence à rede de Bibliotecas municipais de Lisboa e é considerado uma "raridade bibliográfica".